# Temporada 2018-2019 del RCD Espanyol
Dades de la temporada 2018-2019 del RCD Espanyol.

## Fets destacats
- Després de 12 temporades, l'Espanyol torna a classificar-se per una competició europea, en finalitzar setè a la lliga.[2]

## Resultats i Classificació
- Lliga d'Espanya: Setena posició amb 53 punts (38 partits, 14 victòries, 11 empats, 13 derrotes, 48 gols a favor i 50 en contra).
- Copa del Rei: Quarts de final. Eliminà el Cadis CF i el Vila-real CF. Eliminat pel Reial Betis a quarts de final.

## Plantilla
A 4 de Febrer de 2019
| P   | D  | Jugador                    | Lliga | Lliga | Copa d'Espanya | Copa d'Espanya |
| P   | D  | Jugador                    | PJ    | G     | PJ             | G              |
| --- | -- | -------------------------- | ----- | ----- | -------------- | -------------- |
| POR | 13 | Diego López                | 38    | -50   | -              | -              |
| POR | 1  | Roberto Jiménez            | -     | -     | 6              | -9             |
| DEF | 22 | Mario Hermoso              | 32    | 3     | 3              | -              |
| DEF | 12 | Dídac Vilà                 | 27    | -     | 2              | -              |
| DEF | 16 | Javi López ( capità)       | 23    | -     | 2              | -              |
| DEF | 8  | Roberto Rosales            | 21    | 3     | 5              | -              |
| DEF | 5  | Naldo                      | 16    | 1     | 2              | -              |
| DEF | 28 | Adrià Pedrosa              | 12    | 1     | 4              | -              |
| DEF | 6  | Óscar Duarte               | 11    | -     | 2              | -              |
| DEF | 27 | Lluís López                | 6     | -     | 4              | -              |
| DEF | 2  | Pipa                       | -     | -     | -              | -              |
| DEF | 24 | Sergio Sánchez             | -     | -     | -              | -              |
| MIG | 21 | Marc Roca                  | 35    | 1     | 5              | -              |
| MIG | 10 | Sergi Darder               | 34    | 4     | 6              | 1              |
| MIG | 14 | Óscar Melendo              | 32    | -     | 5              | -              |
| MIG | 23 | Esteban Granero            | 28    | 3     | 2              | -              |
| MIG | 4  | Víctor Sánchez (2n capità) | 24    | -     | 4              | -              |
| MIG | 15 | David López (3r capità)    | 21    | -     | 3              | -              |
| MIG | 19 | Pablo Piatti               | 20    | 1     | 6              | 1              |
| MIG | 17 | Hernán Pérez               | 19    | 1     | 2              | 1              |
| MIG | 18 | Álex López                 | 4     | -     | 4              | 1              |
| MIG | 2  | Alfa Semedo                | 3     | -     | -              | -              |
| DAV | 7  | Borja Iglesias             | 37    | 17    | 6              | 3              |
| DAV | 9  | Sergio García              | 29    | 2     | 2              | -              |
| DAV | 11 | Léo Baptistao              | 20    | 2     | 4              | 1              |
| DAV | 24 | Wu Lei                     | 16    | -     | 3              | -              |
| DAV | 20 | Javi Puado                 | 15    | -     | 5              | 1              |
| DAV | 11 | Facundo Ferreyra           | 9     | 1     | -              | -              |
| DAV | 8  | Álvaro Vázquez             | -     | -     | -              | -              |

Els equips espanyols estan limitats a tenir en la plantilla un màxim de tres jugadors sense passaport de la Unió Europea. La llista inclou només la principal nacionalitat de cada jugador; alguns jugadors no europeus tenen doble nacionalitat d'algun país de la UE:
- |  Pablo Piatti té passaport espanyol.
- |  Hernán Pérez té passaport italià.

### Cedits
| N. | Pos. | Nac. | Jugador                                 |
| -- | ---- | --- | --------------------------------------- |
| 8  | DEF  | [[Fitxer:Flag of Venezuela.svg\|23x15px\|border \|alt=Veneçuela\|link=Selecció de futbol de Veneçuela\|{{#if:\|]]             | Roberto Rosales (cedit pel Màlaga CF)   |
| 11 | DAV  | [[Fitxer:Flag of Argentina.svg\|23x15px\|border \|alt=Argentina\|link=Selecció de futbol de l'Argentina\|{{#if:\|]]           | Facundo Ferreyra (cedit pel SL Benfica) |
| 2  | MIG  | [[Fitxer:Flag of Guinea-Bissau.svg\|23x15px\|border \|alt=Guinea Bissau\|link=Selecció de futbol de Guinea Bissau\|{{#if:\|]] | Alfa Semedo (cedit pel SL Benfica)      |

### Cessions
| N. | Pos. | Nac. | Jugador                                              |
| -- | ---- | --- | ---------------------------------------------------- |
| —  | DEF  | [[Fitxer:Flag of Catalonia.svg\|23x15px\|border \|alt=Catalunya\|link=Selecció de futbol de Catalunya\|{{#if:\|]] | Aarón Martín (a 1. FSV Mainz 05 fins 30 juny 2019)   |
| —  | DAV  | [[Fitxer:Flag of Catalonia.svg\|23x15px\|border \|alt=Catalunya\|link=Selecció de futbol de Catalunya\|{{#if:\|]] | Álvaro Vázquez (a Reial Saragossa fins 30 juny 2019) |

### Equip tècnic
- Entrenador:  Joan Francesc Ferrer "Rubi"
- Entrenador assistent:  Jaume Torras Planas
- Entrenador assistent:  Manel Gonzalez
- Entrenador de porters:  Tommy N'Kono
- Doctor:  Carles Enrique Hernández
- Preparador físic:  Xavi Gil Tora
- Preparador físic:  Jaume Barté Arenas